# Givʿat Chaviva
Givʿat Chaviva (hebräisch גִּבְעַת חֲבִיבָה Hügel Chavivahs, arabisch جبعات حبيبة oder englisch Givʿat Haviva) ist eine gemeinnützige Bildungs- und Dialoginstitution, die sich für jüdisch-arabische Verständigung einsetzt. Ihr zentraler Campus befindet sich in der Scharonebene im Gebiet des Regionalverbands Menascheh, auf halbem Weg zwischen Tel Aviv und Haifa, sowie zwischen Chadera und Umm al-Fahm.

Friedensbaum in Givʿat Chaviva

## Geschichte
Givʿat Chaviva wurde 1949 als Kulturstiftung der Kibbuzim der Bewegung Ha-Schomer ha-Zaʿir gegründet und zur Ehrung und Erinnerung nach der Widerstandskämpferin gegen den Nationalsozialismus Chaviva Reik benannt.
Als im Laufe der Zeit immer deutlicher wurde, dass die Freiheit und Gleichheit der Kibbuzbewegung und die Ungleichheit von Israelis und Arabern in einem Widerspruch standen, begann sich die Organisation der jüdisch-arabischen Verständigung zuzuwenden. 1963 wurde daher die Begegnungsstätte Jüdisch-Arabisches Zentrum für den Frieden gegründet. Ziel ist es seither, die Integration der arabischen Minderheit Israels zu fördern, zum gegenseitigen Kennenlernen und zum Verständnis zwischen Juden und Arabern beizutragen sowie die Friedensforschung im Nahen Osten zu fördern. Dabei ist die Organisation selbst auf der Gleichberechtigung von Arabern und Juden aufgebaut. Die Hälfte der Mitarbeiter und des Direktoriums besteht aus arabischen Israelis.

## Aktivitäten
Im Jüdisch-Arabischen Zentrum werden Workshops für Kinder und Jugendliche angeboten und im Kunstzentrum Ausstellungen israelischer und palästinensischer Künstler abgehalten. Außerdem organisiert Givʿat Chaviva Kurse zur Arabischen Sprache und Kultur für englischsprachige Ausländer.
Das Zentrum für eine geteilte Gesellschaft (shared society) organisiert Projekte zur praktischen Zusammenarbeit von jüdischen und arabisch-palästinensischen Gemeinden, nimmt mit Konferenzen, Politikvorschlägen und Stellungnahmen am öffentlichen Diskurs teil und entwickelt Initiativen zur Förderung der Chancengleichheit benachteiligter Bevölkerungsgruppen.
2000 präsentierte die Organisation ihr Projekt „Kinder lehren Kinder“ auf der Expo in Hannover.
Givʿat Chaviva betrieb von 2003 bis 2011 gemeinsam mit der palästinensischen Biladi-Stiftung die israelisch-palästinensische Radiostation Kol HaSchalom – All for peace (hebräisch כֹּל הַשָּׁלוֹם Kol ha-Schalōm, deutsch ‚Alles des Friedens‘). Die Europäische Union trug die Startfinanzierung von 600.000 Euro. Geschäftsführer war der Meretz-Politiker Mossi Ras, früherer Vorsitzender von Schalom Achschaw. 2011 setzte das israelische Kommunikationsministerium die Einstellung der UKW-Verbreitung der hebräischsprachigen Sendungen von Kol ha-Schalom auf Betreiben des Likud-Politikers Danny Danon durch.
Der Historiker Ilan Pappe gründete 1992 in Givʿat Chaviva das Institut für Friedensforschung, das er bis 2000 als akademischer Leiter führte.
Die Givʿat Chaviva Kulturstiftung verlieh zwischen 1994 und 2009 den Chaviva-Reik-Preis zur Ehrung von Persönlichkeiten, die sich für Menschenrechte, Frieden und Verständigung einsetzen.
Zum Schuljahresbeginn nahm im September 2018 die Givʿat Haviva International School ihren Betrieb auf – ein Oberstufeninternat für Schüler der elften und zwölften Klasse, die dort das Internationale Abitur (IB DP) erwerben können und mit Führungskompetenz in Konfliktlösung ausgestattet werden sollen. Zum Konzept gehört eine international gemischte Schülerschaft unter Anwerbung ausländischer Schüler aus verschiedenen Ländern, bei nur zu je einem Viertel jüdischen und arabischen Israelis.

## Internationale Unterstützung
Givʿat Chaviva ist für seine Projektarbeit auf Unterstützung von privaten und institutionellen Zuwendungen aus dem Ausland angewiesen. Zum Zweck der Sammlung von Spenden sowie zur Öffentlichkeitsarbeit haben sich unter anderem in Deutschland und in der Schweiz (1995) sowie in Österreich (1998) Freundeskreise als Vereine gegründet. Zum Betätigungsfeld des deutschen Freundeskreises gehört die 2007 im Andenken an seine ehemalige Vorsitzende gegründete Dagmar-Schmidt-Stiftung. Givʿat Chaviva beschäftigt einen eigenen Repräsentanten für Europa und ist auch in Kanada und den USA mit eigenen Förderstiftungen vertreten.
2017 statteten im Mai der deutsche Bundespräsident Frank-Walter Steinmeier und im Oktober die amtierende Bundesratspräsidentin und rheinland-pfälzische Ministerpräsidentin Malu Dreyer Givʿat Chaviva jeweils im Rahmen von offiziellen Reisen nach Israel und in die Palästinensischen Gebiete Besuche ab. Das Bundesland Rheinland-Pfalz fördert Givʿat Chaviva seit 1995, 2017 wurde die jährliche Förderung von der Staatskanzlei mit „etwa 100.000 Euro“ angegeben.

## Einrichtungen
Das Yad-Yaʿari-Forschungs- und Dokumentationszentrum sammelt schwerpunktmäßig die Archivalien des Jugendverbandes Ha-Schomer ha-Zaʿir und von Kibbutz Artzi und erforscht die Geschichte beider Organisationen.

## Auszeichnungen
- 2001: UNESCO-Preis für Friedenserziehung
- 2015: Menschenrechtspreis der Friedrich-Ebert-Stiftung (an Bürgermeister der Shared Communities Initiative von Givʿat Chaviva)
- 2016: Intercultural Achievement Award des österreichischen Außenministeriums (Kategorie „Innovation“)
- 2016: Dr. Chaim Constantiner Prize in Jewish Education der Universität Tel Aviv
- 2018: Gewährung des besonderen Beobachterstatus beim Wirtschafts- und Sozialrat der Vereinten Nationen